# الکولو (کارولینای جنوبی)
الکولو(به انگلیسی: Alcolu) شهری در ایالت کارولینای جنوبی کشور ایالات متحده آمریکا است که جمعیت آن در سرشماری سال ۲۰۱۰ میلادی، ۴۲۹ نفر بوده‌است.